# Inwazja Stanów Zjednoczonych na Panamę
Inwazja Stanów Zjednoczonych na Panamę, kryptonim operacja Just Cause (pol. W słusznej sprawie) – inwazja wojsk USA na Panamę przeprowadzona w grudniu 1989 roku. Odbyła się ona za prezydentury George H.W. Busha, na dziesięć lat przed przekazaniem jurysdykcji nad Kanałem Panamskim Republice Panamy. Podczas trwania operacji, po zajęciu przez wojska USA kluczowych pozycji, Panamskie Siły Zbrojne złożyły broń. Jednym z celów inwazji było przywrócenie status quo w rejonie kanału oraz pochwycenie gen. Manuela Noriegi, de facto dyktatora Panamy.

## Przyczyny inwazji
Porozumienie Torrijos-Carter, które zakładało rozpoczęcie stopniowego procesu przekazania kontroli nad Kanałem Panamie (mającego się zakończyć w 1999 roku), zostało podpisane przez prezydenta Stanów Zjednoczonych Jimmy’ego Cartera i Omara Torrijosa w dniu 7 września 1977 roku.
Kontakty USA z Manuelem Noriegą rozpoczęły się w 1959 roku, a trwały do początku lat osiemdziesiątych. Współpracował z CIA, pomagając w tajnych operacjach przeciwko lewicy w Ameryce Łacińskiej. Noriega poznał George H.W. Busha w latach siedemdziesiątych, kiedy Bush był szefem CIA. Jego zadaniem było wspomaganie amerykańskich interesów w Ameryce Środkowej, w szczególności sabotowanie działań socjalistycznego rządu w Nikaragui, sandinistów oraz rewolucjonistów FMLN w Salwadorze. W latach 1971–1976 otrzymywał od Amerykanów za swoje działania ok. 100 000 USD rocznie. Pomimo współpracy z amerykańską Administracją Legalnego Obrotu Lekarstw, wspomagał jednocześnie handlarzy narkotyków. Doniesienia o udziale Noriegi w przemycie narkotyków dotarły do USA i Europy już w 1971 roku, jednakże prezydent Richard Nixon w uznaniu dla roli jaką spełnia w Ameryce Łacińskiej powstrzymał śledztwo. Dziesięć lat po schwytaniu przez Amerykanów wyszła na jaw sprzedaż Kubie tajnych dokumentów amerykańskiej Agencji Bezpieczeństwa Narodowego; współpracował również z Układem Warszawskim, przekazując zachodnie technologie wojskowe. Na tym procederze zarobił blisko 3 mln USD.
W 1981 roku, po śmierci Omara Torrijosa w wypadku lotniczym, Noriega wszedł w skład junty. W krótkim czasie, bo już w 1983 roku stał się formalnym przywódcą armii, co czyniło go faktycznym władcą kraju. Po dojściu do władzy, współpraca z Amerykanami zacieśniła się. Noriega zezwolił na obecność na terytorium Panamy amerykańskich stacji nasłuchowych oraz stworzył obozy szkoleniowe dla Contras. Nadużycia, fałszerstwa wyborcze, oskarżenia o zaaranżowanie śmierci poprzedniego prezydenta, a także o zabójstwo człowieka, który ujawnił jego narkotykowe interesy, spowodowały masowy sprzeciw wobec rządów Noriegi w samej Panamie. W 1986 roku powstała opozycyjna Narodowa Krucjata Obywatelska.
W późnych latach 80. zaczął przeciwstawiać się polityce realizowanej przez amerykańskie agencje, które wyniosły go do władzy. Prezydent rozpoczął współpracę z kubańskim rządem Fidela Castro z którym wcześniej prowadził już interesy gospodarcze będąc nieoficjalnym pośrednikiem Stanów Zjednoczonych w handlu z wyspą. Zbliżenie się do Kuby ze strony prawicowego rządu spowodowało niechęć ze strony Stanów Zjednoczonych. W 1988 roku Departament Sprawiedliwości oficjalnie oskarżył gen. Noriegę o handel narkotykami. Tego samego roku CIA zawiesiła współpracę z generałem. Administracja Reagana nałożyła sankcje ekonomiczne na Panamę, dodatkowo zamrażając 56 milionów dolarów depozytów w amerykańskich bankach. W marcu 1989 roku, miał miejsce pierwszy nieudany zamach stanu (zaplanowany przez CIA), zdławiony przez siły zbrojne. W maju tego samego roku, doszło do fałszerstw w wyborach krajowych, w których dzięki oszustwu przegrał kandydat sojuszu partii opozycyjnych (pieniądze na kampanię Guillermo Endary, 10 milionów dolarów, przekazały USA). Noriega zadeklarował utrzymywanie władzy do końca życia.

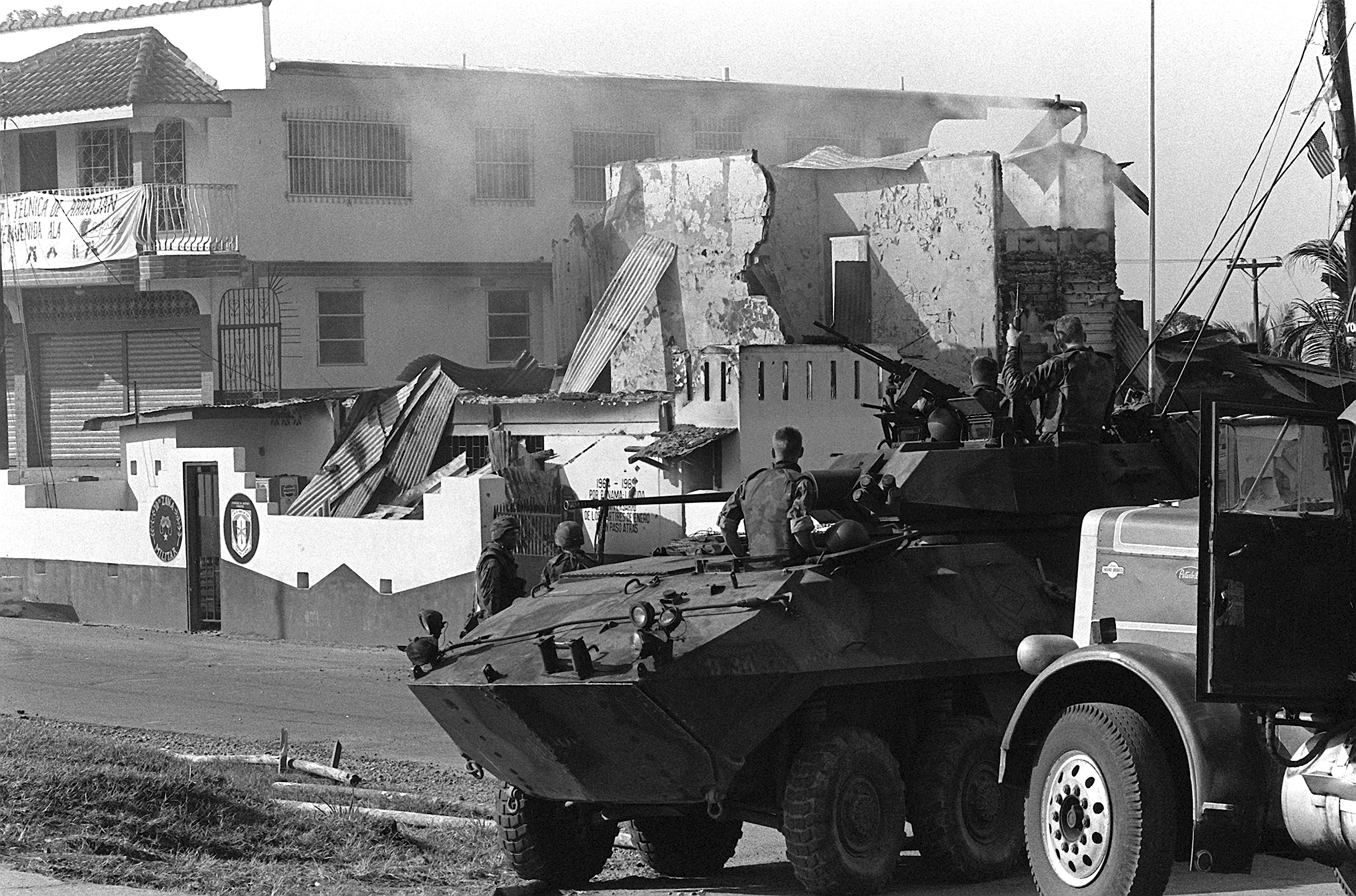
LAV-25 Korpusu Piechoty Morskiej w Panamie

W październiku 1989 roku, doszło do drugiej nieudanej próby zamachu stanu. Również i ten zamach został przygotowany przez rząd USA. W odpowiedzi na zamach parlament przyjął ustawę stwierdzającą o stanie wojny między Panamą i Stanami Zjednoczonymi. W międzyczasie Noriega zaczął kwestionować porozumienie Torrijos-Carter; dyplomacja panamska już wcześniej domagała się przekazania w trybie natychmiastowym kanału i znajdujących się tam instalacji wojskowych, zakazano także prowadzenia na terytorium Panamy tajnych operacji przeciwko Nikaragui. W odpowiedzi prezydent Bush oświadczył, że USA nie będą negocjować ze znanym handlarzem narkotyków, jednocześnie zaprzeczył jakoby USA posiadały jakąkolwiek wiedzę o tym procederze przed oskarżeniem Noriegi. Zastrzelenie amerykańskiego żołnierza stacjonującego w strefie Kanału oraz inne dwa incydenty, które nastąpiły na krótko przed operacją, zostały wymienione przez prezydenta Busha jako główny powód do inwazji.

### Uzasadnienie inwazji
Oficjalnie Stany Zjednoczone uzasadniły inwazję w dniu 20 grudnia 1989 roku, kilka godzin po rozpoczęciu operacji. Prezydent Bush wymienił cztery powody inwazji:
- ochrona życia obywateli amerykańskich w Panamie. W swoim oświadczeniu, Prezydent Bush stwierdził, że stan wojny pomiędzy Stanami Zjednoczonymi a Panamą, zagraża życiu około 35 tys. obywateli amerykańskich. Dochodziło już do licznych starć pomiędzy siłami USA i Panamy;
- obrona demokracji i praw człowieka w Panamie;
- zwalczanie handlu narkotykami. Panama stała się centrum handlu narkotykami oraz pralnią brudnych pieniędzy, służąc jako punkt tranzytowy pomiędzy Stanami Zjednoczonymi a Europą;
- ochrona porozumienia Torrijos-Carter. Zagrożenie neutralności Kanału Panamskiego miały obligować Stany Zjednoczone do interwencji zbrojnej, w celu ochrony Kanału.

Panama stwierdziła, że deklaracja wojny była odpowiedzią na surowe sankcje gospodarcze oraz prowokacyjne manewry wojskowe u swoich granic (operacje Purple Storm i Sand Flea). Manewry wojskowe w obrębie kanału zostały zakazane przez porozumienie Torrijos-Carter.

## Inwazja
W operacji brały udział wojska Wojsk Lądowych Stanów Zjednoczonych, Sił Powietrznych Stanów Zjednoczonych, US Navy oraz Korpusu Piechoty Morskiej. Naziemne siły składały się m.in. z 82 Dywizji Powietrznodesantowej, 7 Dywizji Piechoty, 75 Pułku US Army Rangers, części 5 Dywizji Piechoty, Gwardii Narodowej Missouri, Żandarmerii Wojskowej oraz Korpusu Saperów.

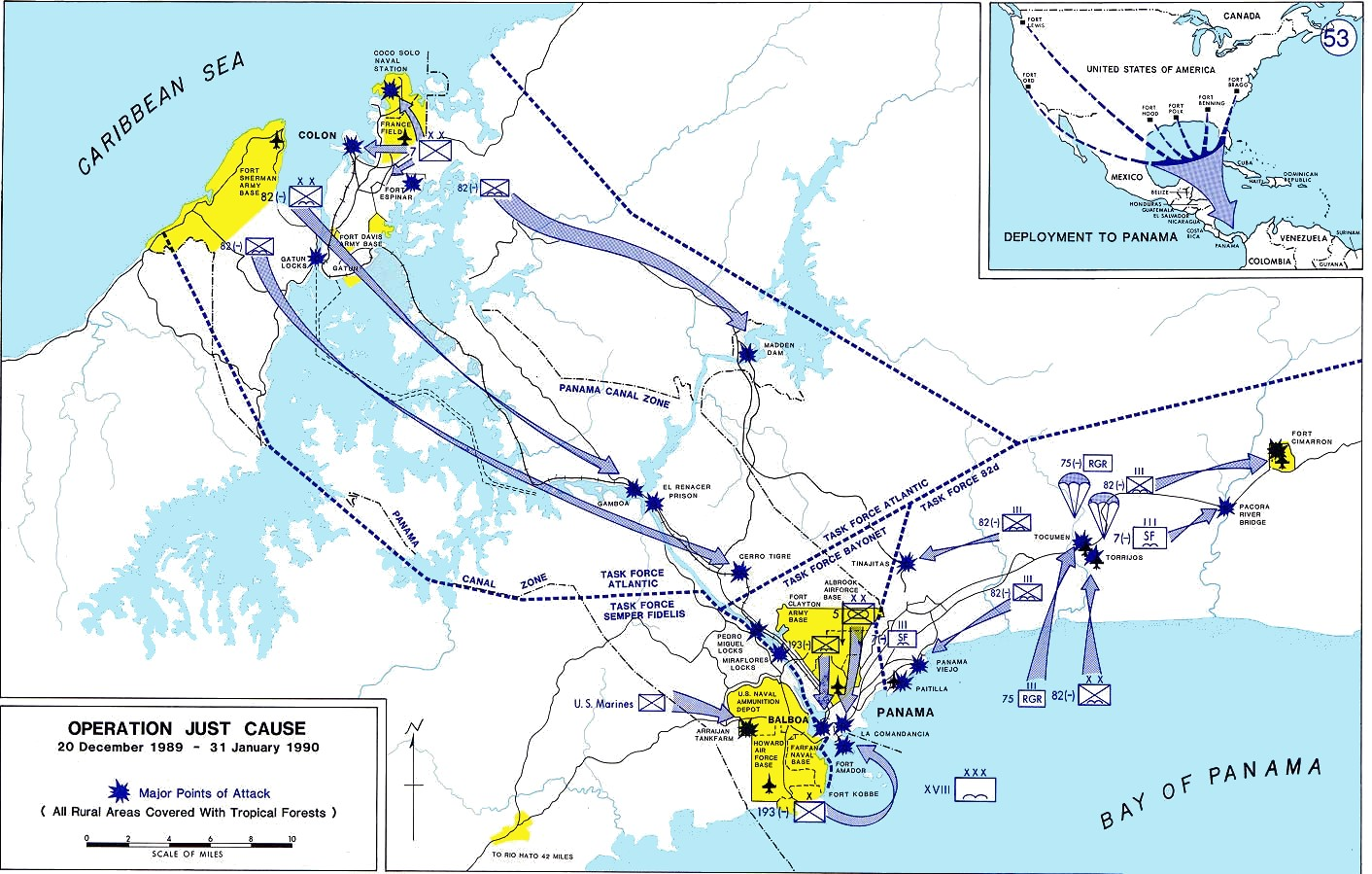
Plan operacji Just Cause, wraz z zaznaczonymi punktami strategicznymi

Inwazja rozpoczęła się 20 grudnia 1989 roku, o pierwszej w nocy czasu lokalnego. W operacji udział miało brać 57684 żołnierzy USA oraz ponad 300 samolotów, w tym AC-130, A-37 Dragonfly służący do obserwacji oraz F-117 Nighthawk i śmigłowce AH-64 Apache jako wsparcie. Inwazja na Panamę była chrztem bojowym dla maszyn AH-64 Apache, Humvee oraz F-117A. Panamskie Siły Zbrojne (PDF) liczyły około 46 tys. ludzi. Operacja rozpoczęła się od ataku na strategiczne instalacje, takie jak lotnisko Punta Paitilla w Panamie, garnizon PDF i lotnisko w Rio Hato, gdzie Noriega posiadał swoją rezydencję oraz kilka innych ośrodków wojskowych na terenie całego kraju.
Atak na centralną siedzibę PDF (zwaną La Comandancia), wywołał kilka pożarów, z których jeden zniszczył gęsto zaludnioną dzielnicę El Chorrillo w centrum Panamy. Podczas walk o La Comandancia, wojska panamskie zestrzeliły dwa śmigłowce operacyjne Hughes OH-6 Cayuse.
Fort Amador został zajęty 20 grudnia przez wojska USA, po nocnym desancie z powietrza. Fort pełnił kluczową rolę w operacji ze względu na jego położenie w pobliżu rafinerii, mostu oraz wejścia do kanału od strony Pacyfiku. Był również kompleksem koszarowym dla wojsk PDF. Ponadto mógł pełnić również rolę więzienia dla obywateli USA, które należało zabezpieczyć w celu zapobieżenia brania przez PDF zakładników. Stanowił również ochronę lewej flanki wojsk USA atakujących La Comadancia oraz zabezpieczenie dzielnicy El Chorrillos.

### Ujęcie Noriegi
Już od pierwszych dni inwazji Amerykanie szczelnie zablokowali przedstawicielstwa dyplomatyczne przyjaznych dla Noriegi państw: Kuby, Libii, Nikaragui. W czasie inwazji Noriega ukrywał się przez kilka dni u swojej kochanki, ale w obliczu ogromnej, sięgającej miliona dolarów nagrody za jego schwytanie, postanowił uzyskać schronienie w nuncjaturze apostolskiej, licząc na azyl dyplomatyczny. W dniu 23 grudnia Amerykanie dowiedzieli się o jego miejscu schronienia. Wojska USA zastosowały psychologiczny nacisk, odtwarzając pod murami ambasady dzień i noc muzykę rockową grupy Van Halen. Manuel Noriega był znanym wielbicielem muzyki poważnej. Jednakże raport dla Kolegium Połączonych Szefów Sztabów stwierdzał, że muzyka była wykorzystywana do zagłuszania mikrofonów kierunkowych mogących posłużyć do podsłuchiwania negocjacji, a nie jako broń psychologiczna oparta na wstręcie Noriegi do muzyki rockowej.
Muzyka oraz naciski dyplomatyczne wywierane na Watykan, skłoniły Noriegę do oddania się w ręce Amerykanów 3 stycznia 1990 roku. Został natychmiast umieszczony na pokładzie samolotu MC-130 Combat Talon i poddany ekstradycji do Stanów Zjednoczonych. Podczas gdy niektóre jednostki US Marine kontynuowały swoje rozmieszczenie, inne rozpoczęły patrole na terenie okupowanej Panamy i obszarów na zachód od kanału, w celu przywrócenia porządku publicznego oraz wspierania nowo zainstalowanego rządu (w ramach operacji Promote Liberty – Promowanie Wolności).

### Ofiary
Stany Zjednoczone straciły 24 żołnierzy, a 325 zostało rannych. Liczba zabitych żołnierzy panamskich wynosi 205 osób. Liczba ofiar cywilnych spowodowana inwazją nie jest dokładnie znana. Oficjalnie opublikowane dane mówią o 314 zabitych i 537 rannych, szacuje się jednak że mogło zginąć nawet kilka tysięcy osób.

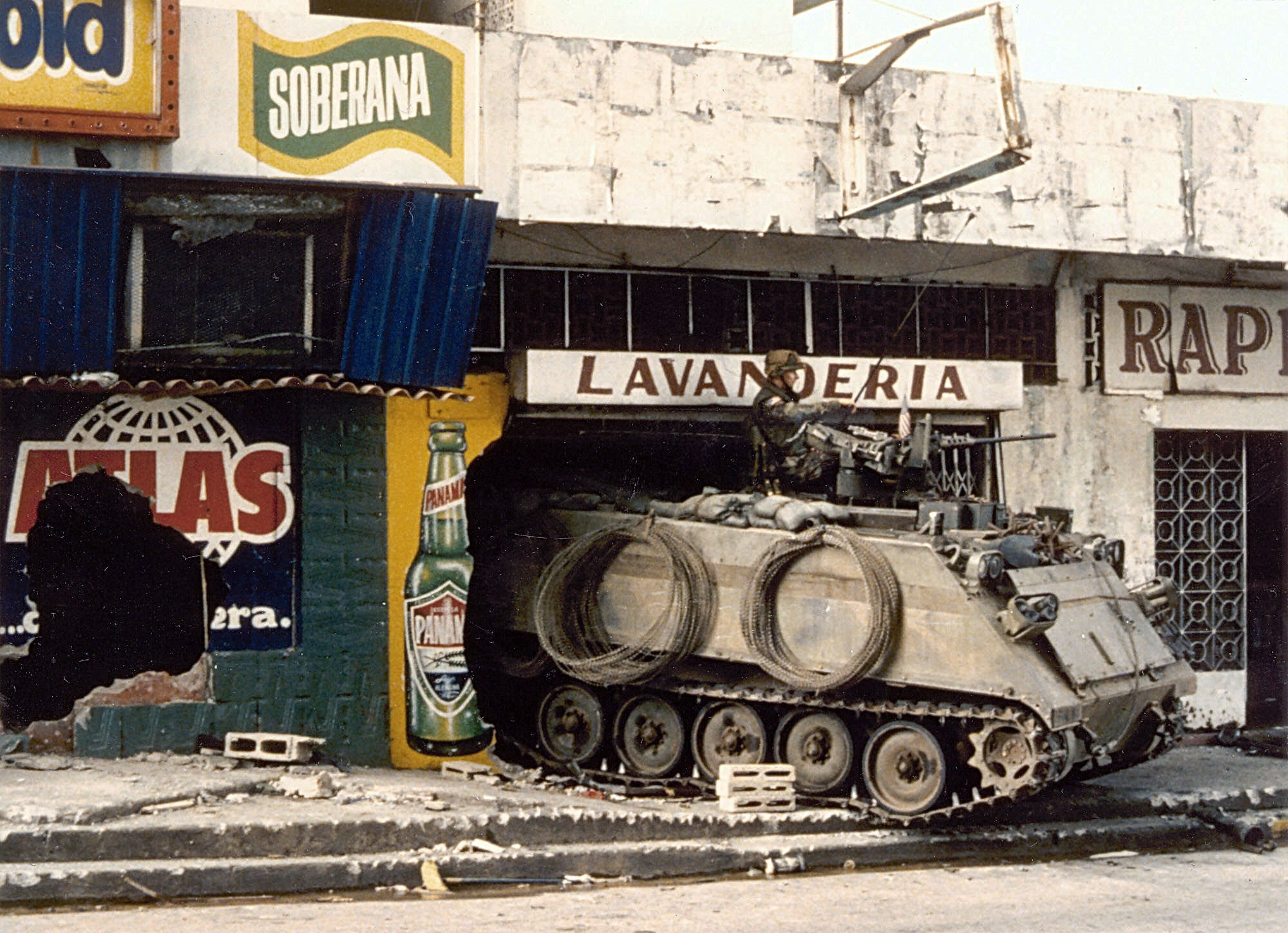
Amerykański M113, w pobliżu zniszczonych kwater PDA podczas drugiego dnia inwazji.

Pozarządowa organizacja, „Physicians for Human Rights” – PHR (Lekarze na rzecz Praw Człowieka) – w swoim sprawozdaniu wydanym rok po inwazji oceniła, że co najmniej 300 osób cywilnych zginęło w wyniku walk; niezależne śledztwo prowadzone przez byłego prokuratora generalnego Ramsey Clarka wykazało ponad 4 tys. ofiar.
W raporcie PHR stwierdzono, że ani USA, ani rządy Panamy nie podały dokładnej liczby rannych oraz że wysiłki dokonywane dla zaspokojenia podstawowych potrzeb tysięcy bezdomnych cywilów były niewystarczające. Raport szacował liczbę wysiedlonych cywilów na ponad 15 tys., podczas gdy USA zapewniły wsparcie i pomoc dla 3 tys. z nich. Tak duża liczba ofiar miała być skutkiem nadmiernego użycia siły oraz nowych broni użytych przez amerykańskie wojsko.
Według oficjalnych danych Pentagonu 516 Panamczyków zostało zabitych podczas inwazji; jednak wewnętrzna notatka armii określa tę liczbę na 1 tysiąc.
Niezależna Komisja Śledcza do spraw inwazji oszacowała liczbę ofiar między tysiącem a czterema tysiącami.
Raport Human Rights Watch z 1991 roku w sprawie inwazji, stwierdzał, że straty zadane przez amerykańskie siły wśród ludności cywilnej, które były co najmniej cztery i pół razy wyższe niż u wrogich żołnierzy, a dwanaście lub trzynaście razy wyższe niż u ofiar amerykańskich, sugerują, że zasada proporcjonalności została złamana. Obowiązek minimalizacji szkód dla ludności cywilnej nie był przestrzegany przez atakujące siły amerykańskie. Human Rights Watch zwracała uwagę, że kontrowersje co do liczby ofiar cywilnych, nie powinny zasłaniać tematu, w jaki sposób ci ludzie w ogóle zginęli.

### Pochodzenie nazwy „Just Cause”
Plany skierowane przeciwko Panamie ewoluowały od operacji mających na celu obronę Kanału. Stawały się tym bardziej agresywne, im bardziej sytuacja między dwoma krajami ulegała pogorszeniu.
Inwazja była połączeniem wcześniejszych ćwiczeń w obrębie kanału (operacja Bushmaster oraz operacji Purple Storm). Pierwotnie miała nosić kryptonim Blue Spoon; została jednak zmieniona przez prezydenta Busha na Just Cause. Nazwa Just Cause była wykorzystana przez Stany Zjednoczone oraz przez inne podmioty, takie jak Departament Stanu przede wszystkim dla celów propagandowych i historycznych. W Panamie nazwa operacji to po prostu „Inwazja” (La Invasion). Po inwazji i okupacji, za względu na public relations, Just Cause została włączona jako część operacji Promote Liberty.

## Reakcje międzynarodowe
Inwazja na Panamę wywołała międzynarodowe oburzenie. 29 grudnia 1989 Zgromadzenie Ogólne Narodów Zjednoczonych, przy głosach 75 do 20 (40 wstrzymujących się), opowiedziało się za potępieniem inwazji jako rażące naruszenie prawa międzynarodowego. Związek Radziecki oraz wszystkie kraje bloku wschodniego głosowały za przyjęciem rezolucji, podobnie jak niemal każdy kraj Ameryki Łacińskiej. Wszystkie kraje z Afryki i Azji głosowały za potępieniem USA lub wstrzymały się od głosu.
W dniu 22 grudnia Organizacja Państw Amerykańskich uchwaliła rezolucję potępiającą inwazję oraz wzywającą do wycofania się amerykańskich wojsk; w aneksie do rezolucji, wyrażono oburzenie łamaniem immunitetu nikaraguańskiej misji dyplomatycznej w Panamie przez wojska specjalne USA, które wtargnęły do budynku ambasady. Rada Bezpieczeństwa ONZ, po omówieniu kilku kwestii, wystosowała projekt rezolucji wzywającej do natychmiastowego wycofania sił USA z Panamy. Rezolucja została zawetowana 23 grudnia przez trzech stałych członków Rady Bezpieczeństwa, Francję, Wielką Brytanię oraz Stany Zjednoczone, które powołały się na swoje prawa do obrony 35 tys. Amerykanów obecnych w rejonie Kanału Panamskiego.
Stany Zjednoczone otrzymały szybkie poparcie ze strony rządu brytyjskiego z premier Margaret Thatcher na czele, która oświadczyła: Zasada demokracji powinna być podtrzymana.
Osiemnaście lat po inwazji, Parlament Panamy jednomyślnie ustanowił dzień 20 grudnia dniem żałoby narodowej. Ustawa została zawetowana przez prezydenta Torrijosa.

## Następstwa inwazji

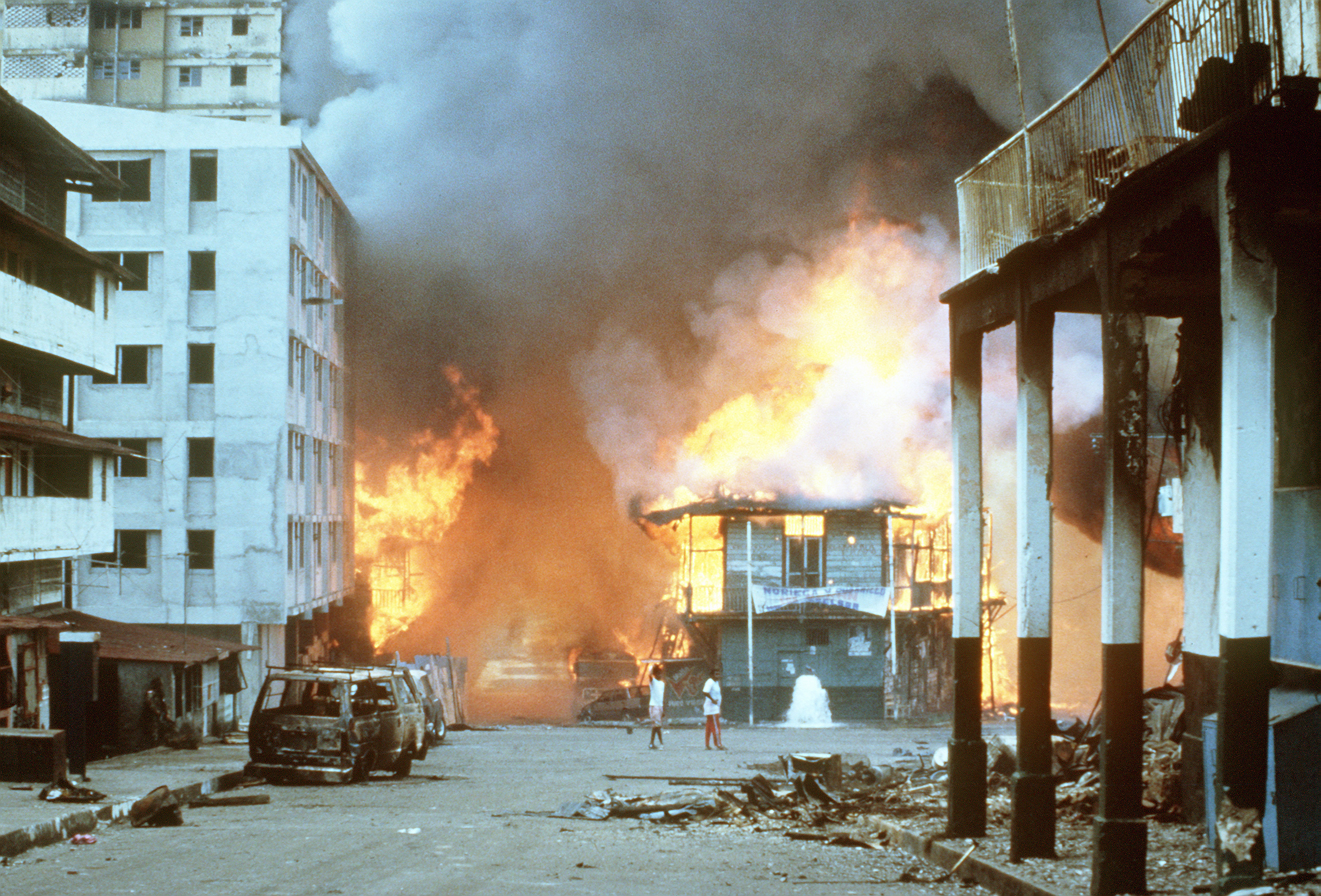
20 tysięcy osób zostało wysiedlonych ze swoich domów, niepokoje trwały jeszcze blisko dwa tygodnie

Po osiągnięciu celów inwazji Stany Zjednoczone rozpoczęły działania polityczne ukierunkowane na stworzenie nowego, przychylnego im rządu w Panamie. 20 grudnia w dniu inwazji w godzinach południowych, na terenie bazy lotniczej Howard zaprzysiężony został nowy prezydent Panamy, Guillermo Endara. Zaprzysiężenie nowego prezydenta miało na celu uspokojenie nastrojów społeczeństwa.
21 grudnia doszło do fali grabieży i rozbojów w większych miastach Panamy. Zdewastowane zostały budynki rządowe (m.in. pałac prezydencki) oraz sklepy i magazyny. Nowy rząd nie posiadał środków umożliwiających zaprowadzenie porządku. Wszystkie oddziały policyjne były traktowane na równi z siłami Obrony Narodowej, spowodowało to ich rozbicie oraz rozbrojenie. W rolę sił policyjnych musiały się wcielić wojska Stanów Zjednoczonych. Tego samego dnia w mieście Panama wprowadzony został stan wyjątkowy. Likwidacja ostatnich sił oporu zakończyła się wieczorem 22 grudnia, kiedy wszystkie formacje ochotnicze zaprzestały walk. Do Panamy przybył sekretarz obrony USA Dick Cheney, który uznał operację Just Cause za zakończoną. Następnego dnia rozpoczęło się wycofywanie dodatkowych sił przybyłych do Panamy ze Stanów Zjednoczonych. Ewakuacja trwała do 14 stycznia.
Szacuje się, że 20 tysięcy ludzi straciło swoje domy w wyniku działań wojennych. Około 2,7 tys. rodzin, które pozostało bez dachu nad głową w wyniku pożaru w dzielnicy El Chorrillo, otrzymało po 6500 dolarów od Stanów Zjednoczonych na budowę nowego domu lub mieszkania w wybranych dzielnicach. Jednakże już w dwa lata po inwazji, pojawiły się liczne problemy w szybko wybudowanych budynkach.
Rząd Guillermo Endara ustanowił dzień inwazji obywatelskim dniem refleksji. W rocznicę operacji setki obywateli Panamy przeszło w czarnym marszu ulicami stolicy, wyrażając sprzeciw wobec inwazji USA oraz polityce gospodarczej rządu. W dniu 19 lipca 1990 roku, grupa 60 firm z Panamy złożyła pozew przeciwko rządowi Stanów Zjednoczonych w Federalnym Sądzie Rejonowym w Nowym Jorku zarzucając, że działania przeciwko Panamie były niedozwolone, prowadzone w sposób niedbały, z lekceważeniem dla nieruchomości niewinnych mieszkańców Panamy. Większość firm ubezpieczeniowych zbankrutowało albo odmówiło zapłaty twierdząc, że wojna nie jest objęta ubezpieczeniem.
Nowo wybrany prezydent, Guillermo Endara, szybko stracił poparcie społeczeństwa. W 1992 roku odrzucono w referendum jego projekt reformy konstytucji. W wyborach prezydenckich 1994 roku zwyciężył Ernesto Pérez Balladares z opozycyjnej Rewolucyjnej Partii Demokratycznej. Panamskie wojsko zostało rozwiązane konstytucyjną poprawką w 1994 roku. Bezpieczeństwo zewnętrzne zostało zapewnione Traktatem o Neutralności Kanału Panamy z USA, które przejęły ochronę terytorialną. Sąd w Miami skazał Manuela Noriegę na 40 lat więzienia i 44 mln dolarów odszkodowania dla Panamy. Powołana w Panamie specjalna komisja oskarżyła generała o 110 zabójstw w czasie swoich rządów i dyktatury Torrijosa.

## Kalendarium

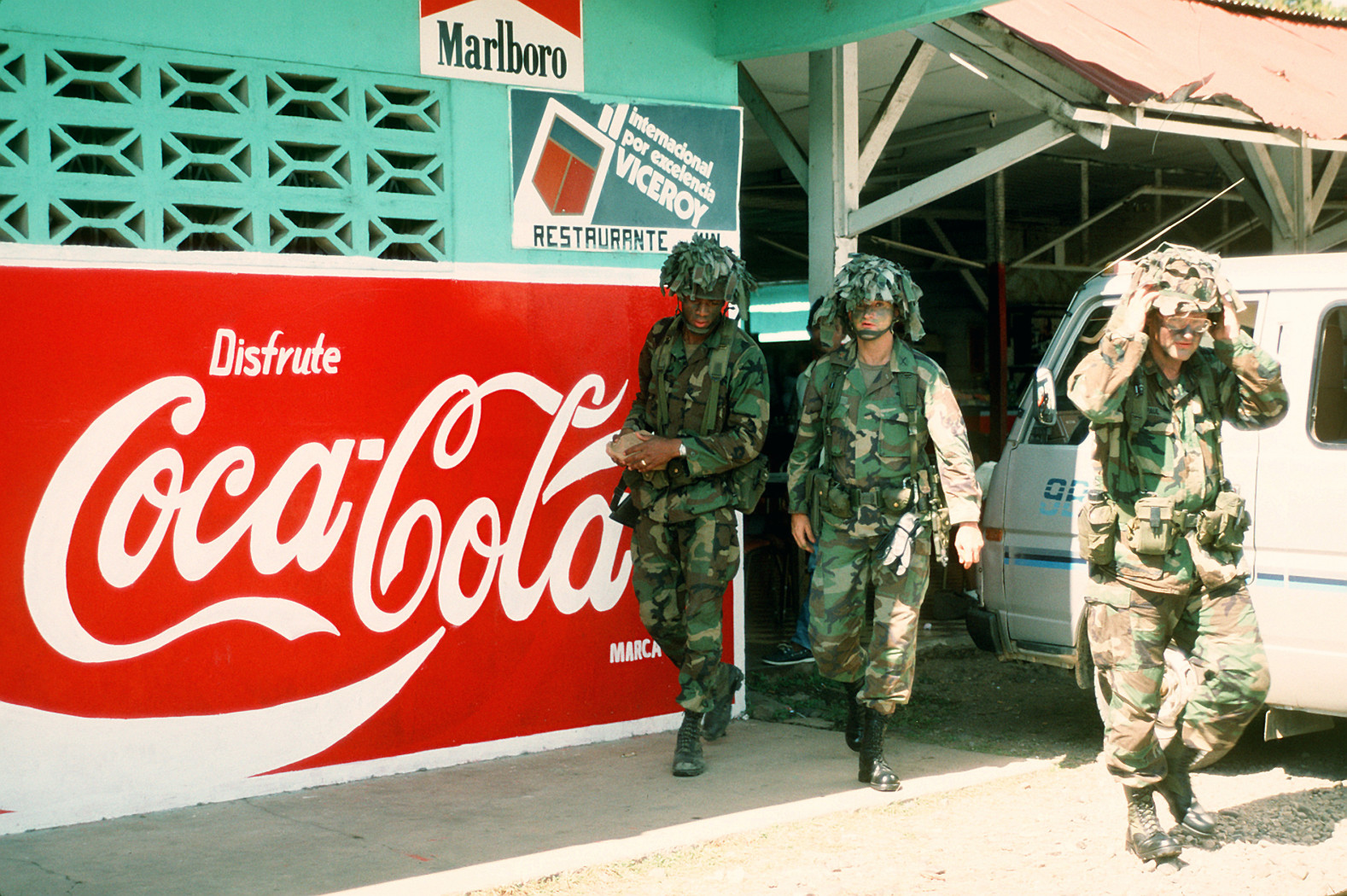
Żołnierze z 7 Dywizji Piechoty USA

- wrzesień 1987 – uchwalenie przez Senat USA rezolucji wzywającej Panamę do ustanowienia cywilnego rządu. Złożenie przez Panamę protestu w związku z domniemanym naruszeniem przez USA Traktatu w sprawie Kanału[9].
- listopad 1987 – zamrożenie przez Senat USA pomocy wojskowej i gospodarczej dla Panamy. Uchwalenie przez Parlament Panamy rezolucji ograniczającej obecność wojsk USA.
- luty 1988 – oskarżenie Noriegi o handel narkotykami. Początek planowania działań specjalnych w Panamie przez siły amerykańskie.
- 14 marca 1988 – pierwsze z czterech wzmocnień obecności wojsk USA, zapewniających bezpieczeństwo w obrębie Kanału.
- 16 marca 1988 – próba zamachu przeciwko Noriedze, przeprowadzona przez członków PDF.
- 5 kwietnia 1988 – dalsze wzmocnienie obecności sił USA.
- 9 maja 1989 – unieważnienie przez Noriegę niekorzystnych wyników wyborów.
- 11 maja 1989 – wysłanie przez prezydenta Busha dodatkowych 1900 żołnierzy w rejon Kanału (operacja Nimrod Dancer)[32].
- czerwiec-wrzesień 1989 – początek amerykańskich ćwiczeń wojskowych (operacja Flea Sand[32] oraz operacja Purple Storm[32]). Wzmożony ruch jednostek transportowych w obrębie Panamy.
- październik 1989 – stłumienie przez lojalne wobec Noriegi PDF drugiej próby zamachu stanu.
- 15 grudnia 1989 – ogłoszenie się przez Noriegę liderem Panamy i deklaracja stan wojny z USA.
- 16 grudnia 1989 – zastrzelenie amerykańskiego porucznika Marines, zatrzymanie przez PDF amerykańskiego podporucznika marynarki oraz jego żony.
- 17 grudnia 1989 – zatwierdzenie realizacji operacji Just Cause.
- 18 grudnia 1989 – wyznaczenie dokładnego początku operacji, D-Day/H-Hour, na 20 grudnia 1989 o godzinie 1 w nocy.
- 19 grudnia 1989 – pogotowie bojowe w wojskach USA.
- 20 grudnia 1989 – rozpoczęcie inwazji. Wszystkie zadania strategiczne miały zostać wykonane najdalej do 24 grudnia.
- 3 stycznia 1990 – oddanie się Noriegi w ręce wojsk USA.
- 12 stycznia 1990 – zakończenie operacji Just Cause, rozpoczęcie Promote Liberty.